# Bystrzyca (Rumunia)
Bystrzyca (rum. Bistrița, węg. Beszterce, niem. Bistritz) – miasto w Rumunii, położone w północno-wschodnim Siedmiogrodzie, nad rzeką Bystrzycą, między Górami Rodniańskimi a Górami Kelimeńskimi w Karpatach Wschodnich.
Bystrzyca stanowi ośrodek administracyjny okręgu Bistrița-Năsăud. Miasto liczy 81 tys. mieszkańców (2002). Dominuje przemysł maszynowy, elektrotechniczny, odzieżowy, spożywczy, skórzano-obuwniczy, meblarski, materiałów budowlanych.
Z Bystrzycy pochodzi Valeria Beșe, rumuńska piłkarka ręczna.

## Zabytki
- muzea w zabytkowych domach z XV–XVI w.
- cerkiew prawosławna z XIII w.
- kościół ewangelicki
- ruiny twierdzy z XV w.

## Miasta partnerskie
- Besançon, Francja
- Zielona Góra, Polska
- Columbus, Stany Zjednoczone
- Herzogenrath, Niemcy